# سان اونوفره (سوکره)
سان اونوفره (سوکره) (به اسپانیایی: San Onofre, Sucre) یک سکونتگاه مسکونی در کلمبیا است که در بخش سوکره واقع شده‌است.